# Cantón de Saint-André-de-Cubzac
El cantón de Saint-André-de-Cubzac era una división administrativa francesa, que estaba situada en el departamento de Gironda y la región de Aquitania.

## Composición
El cantón estaba formado por diez comunas:
- Aubie-et-Espessas
- Cubzac-les-Ponts
- Gauriaguet
- Peujard
- Saint-André-de-Cubzac
- Saint-Antoine
- Saint-Gervais
- Saint-Laurent-d'Arce
- Salignac
- Virsac

## Supresión del cantón de Saint-André-de-Cubzac
En aplicación del Decreto nº 2014-192 de 20 de febrero de 2014, el cantón de Saint-André-de-Cubzac fue suprimido el 22 de marzo de 2015 y sus 10 comunas pasaron a formar parte del nuevo cantón de Norte de Gironda.